# Keltska mitologija
Keltska mitologija je mitologija bogata osebujnim mitovima, legendama i anegdotama. Mitovi su raznovrsni i bave se različitim temama, neki su stvoreni da bi pojasnili određene obrede ili običaje, govore o bogovima i herojima kao i o običnim smrtnicima. Keltska mitologija objedinjuje velšku i irsku mitologiju, kao i neke aglo-saksonske mitove. Kao i nordijska mitologija, temelj je danas poznatih, kao i modernih bajki. Najpoznatiji likovi keltske mitologije su božanstva: Dagda, Dana, Donn, Macha, Nemain, Oenghus, Lir, Rhiannon i mnogi drugi, kao i heroji Arthur, Cú Chulainn, Oisin, Finn Mac Cool i Conán Ćelavi, te čarobnjak Merlin.
Na hrvatski je prevedeno djelo Kelti britanske medievalistice Nore Chadwick koja se bavila Keltima Kelti. U djelu čitatelja upoznaje s kulturom i civilizacijom koja je prosječnom čitatelju potpuno nepoznata te mu može poslužiti kao referentna točka u stjecanju znanja o keltskoj kulturi, napose o keltskoj mitologiji.

## Božanstva
Keltska božanstva su isključivo vezana za različite prirodne pojave i aspekte ljudskog života, kao i za rat i obrtništvo. Božanstva potiču iz svih dijelova Velike Britanije i Irske. Postoji mnogo božanstava, a veliki je i broj božica.  Najpoznatija i najvažnija božanstva su:
- Dagda - vrhovni bog, gospodar znanja, mudrosti, magije i druidstva
- Dana - vrhovna božica majka, majaka Dagde i Tuatha Dé Danaana, djece Danaine, posljednjeg roda bogova koji su vladali Irskom
- Lugh - bog Sunca, svjetlosti i pobjede, unuk je Balorov, koga je ubio gađajući ga praćkom u "Urokljivo Oko", vođa je Tuatha Dé Danaana
- Donn - bog smrti, vladar mrtvih
- Bugius - davaoc života
- Morrigan - trostruka božica života, rata i smrti, čine je Nemain, Macha i Badb
- Nemain - božica bojnog polja i bitke, hrani se dušama palih ratnika, žena Nuadina
- Macha - božica rata i pogibije, vrlo dvolična i razdražljiva
- Badb - božica ratnika, osvete i pobjede, simbolizira je, kao i Nemain, vrana
- Dian Cecht - irski bog liječenja i zdravlja, bio je iscjelitelj Tuatha Dé Danaana
- Brigit - božica plodnosti, liječnja, obrade metala, poezije i učenja, simbolizira je labud, a čine je tri sesre blizanke, od kojih se svaka zvala Brigit
- Oenghus - bog ljubavi, ljepote, plodnosti i sreće, Dagdin sin, a Diarmuidov poočim, prikazivan s pticama - koje simboliziraju poljupce - kako mu lepršaju oko glave
- Manannan Mac Lir - bog mora, liječništva i čarobnjaštva, sin je Lirov, a poklonio je Lughu mač koji može pobijediti svako oružje, konja koji može kasati i morem i kopnom, te brod koji sluša misli svoga gospodara, poznat je po svojim konjima od morske pjene
- Lir - bog mora, okeana i pučine, poznat po neizmjernoj mudrosti, otac je Bránov, Branwenin, Manawydanov i Manannan Mac Lirov, te je otac troje djece koje je ljubomorna žena pretvorila u labudove, a koji su se nakon devetsto godina vratili u ljudski oblik i shvatili da su odrasli
- Luchta - obrtnik, Creidhne - metalac i zlatar, te Goibhniu - božanski kovač koji je iskovao nepobjedivi mač i svario pivo koje daje besmrtnost onome koji ga pije, zajedno čine trojstvo bogova zanata
- Epona - božica konja
- Cerridwen - velška božica magije, znanja i vještičarenja, mjenjolika božica čuvarica Kotla nadahnuća i znanja, majka pjesničkog barda Talieisna, prelijepe Crearwy i najružnijeg čovjeka na svijetu Afagddua
- Cernunnos - bog poljodjelstva, obilja i plodnosti, poznat po parošcima
- Medb - božica plodnosti i rata, bila je mjenjolika i promiskuitetna, a njeno prisustvo na bojnom polju svim ratnicima je oduzimalo dvije trećine hrabrosti i snage; kraljica je Connachta u sagi o Cú Culainnu
- Niamh - božica Avalona ili Annwna, Drugog svijeta
- Bile - keltski bog svjetlosti i liječništva, poznavao je sve čarobne napitke i ljekovito bilje
- Blodeuwedd - božica proljeća, sastavljena od hrasta, te cvjetova žutilovike i medunike
- Chailleach Bheur - škotska božica zime, imala je plavo lice; njena vladavina završava u proljeće dolaskom božice Brigit
- Rhiannon - božica vlasti i moći, poznata po ljepoti i umiljatosti, žena je prvo Manawydanova, a zatim Pwyllova, s kojim je imala sina Pryderija, te je gospodarica Dyfeda
- Pwyll - bog vlasti, kraljevanja i junaštva, iznimno lijep, snažan i vješt bog, gospodar Dyfeda u Walesu, muž božice Rhiannon, s kojom je imao sina Pryderija
- Sadb - božica Mjeseca, bila je ljubavnica Finna Mac Coola, s kojim je imala sina Oisina, heroja i pjesnika, koga je podigla u obličju srne, u koju ju je ptetvorio Crni druid
- Taranis - bog groma i oluje, poznat po svojoj razdražljivosti i snazi, Gaj Julije Cezar ga je usporedio s Jupiterom
- Wyrde - engleske božice sudbine, bile su tri sestre; ekvivalent su nordijskim Nornama.
- Belatu - Cadros - velški i britanski bog rata i uništenja neprijatelja, rimljani su ga poistovijetili s bogom Marsom
- Belenus i Belisama - britanska božanstva dobrote, vatre i svijetla, bili su supružici i simbolizirali su ih kotao i ovca